# Zmyślona (Wieluń)
Pour les articles homonymes, voir Zmyślona.
Zmyślona est une localité polonaise de la gmina de Mokrsko, située dans le powiat de Wieluń en voïvodie de Łódź.